# Prédéterminisme
Le prédéterminisme est une forme du fatalisme qui voit dans tout évènement la main de Dieu et l’impuissance de l’homme. Il se base sur l'idée que notre destinée serait déterminée à l'avance par Dieu ou la Nature et que la marge de manœuvre de notre libre arbitre est inexistante, limitée ou infime. 

## Prédéterminisme et idées religieuses
S'attacher à démontrer l’influence du concept de prédéterminisme sur la construction humaine des cosmogonies revient à stimuler le débat et la réflexion autour des idées religieuses qui s'appuieraient sur ce principe. 
La plupart des religions placent au commencement une forme de volonté démiurgique, qui (vraisemblablement par anthropocentrisme) se pare des atours de la lucidité et de la rationalité. Cette conception utilisée dans les cosmogonies religieuses donne au monde un aspect déterministe. Ainsi la notion de prédéterminisme peut être associée à une sorte manifestation de la puissance divine. 
Le hasard et les théories  évolutionnistes rencontrent donc une certaine résistance face à la Doxa religieuse, car ils entrent apparemment en conflit avec elle, d'où la naissance du débat avec la théorie de l'évolution et le darwinisme.

## Prédéterminisme et théories de l'évolution
Généralement considérés comme des adversaires des théories de l'évolution, les prédéterministes cherchent leurs arguments dans la téléonomie, mais éprouvent des difficultés à obtenir l'adhésion de la communauté scientifique à leurs théories.
On peut citer l'ouvrage Holism and evolution publié en 1926 par l'homme d'État sud-africain Jan Smuts. En référence aux nouvelles théories des années 1920 relatives au champ gravitationnel, Jan Smuts invente le concept de champ holistique ainsi que le terme « holisme ». Le concept de holisme représente la toile de fond au sein de laquelle toute la création se déploie. C'est le champ d'action qui crée, organise, contrôle, coordonne tout ou partie de l'univers. Ce champ holistique tend à faire évoluer la matière de l'atome vers la personnalité. On retrouve dans cette théorie les influences de la culture calviniste de Jan Christiaan Smuts.
Les conceptions téléologiques ont aussi leurs détracteurs : le professeur Jacques Monod, prix Nobel de biologie en 1965, attaque le prédéterminisme dans le deuxième chapitre de son essai Le hasard et la nécessité.
Une synthèse intéressante peut être lue dans l'article de Jean Largeault intitulé « Réductionnisme et holisme » 